# Astronawigacyjny system naprowadzania
Astronawigacyjny system naprowadzania - system umożliwiający określenie rzeczywistego położenia obiektu względem ciał niebieskich za pomocą przyrządów astronomicznych (astrosekstansów i specjalnych teleskopów).